# Danh sách sông dài nhất tại Ukraina

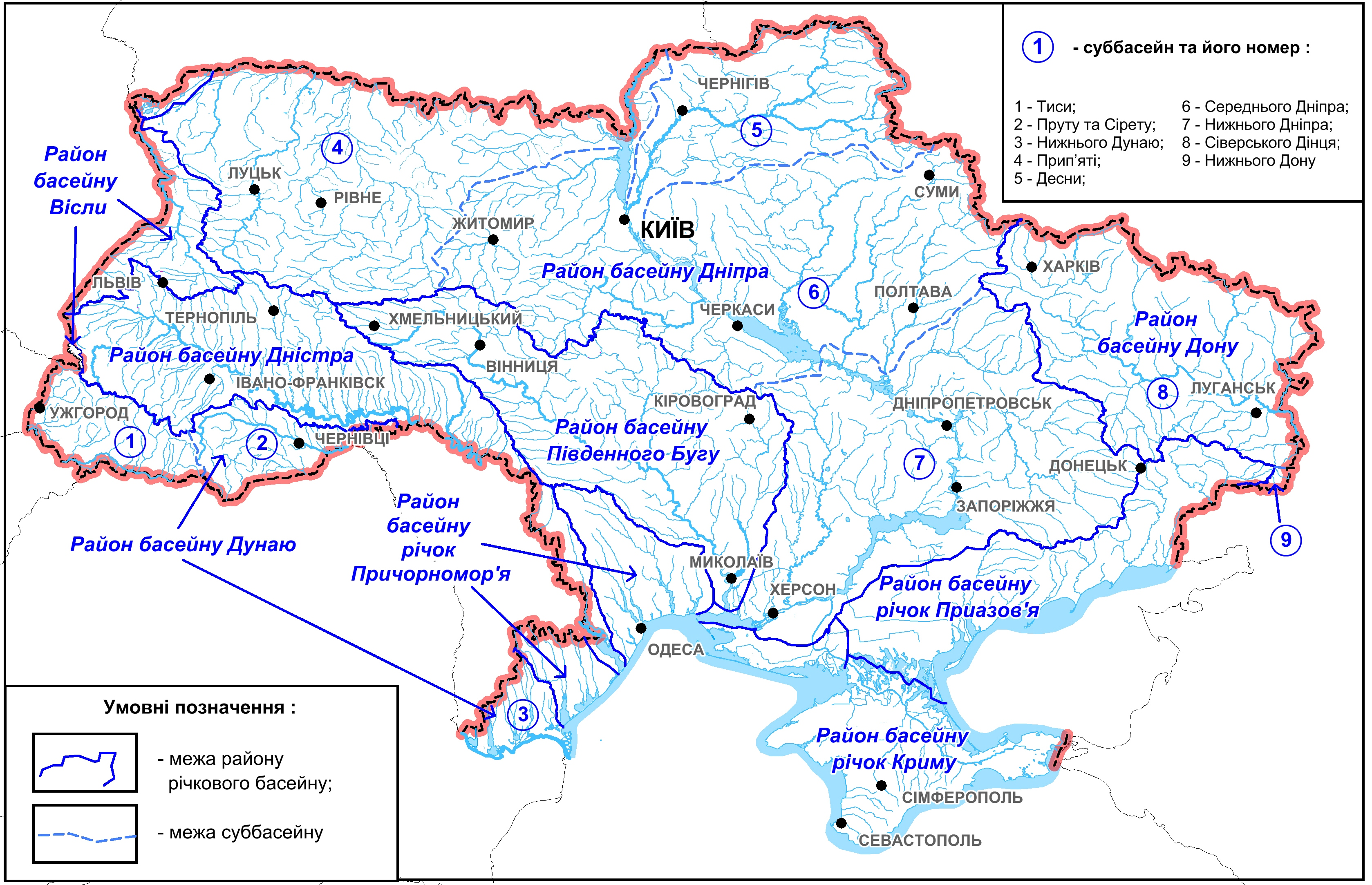
Các vùng thủy văn Ukraina

Khoảng 63.000 sông với tổng chiều dài khoảng 206.000 km chảy qua lãnh thổ Ukraina, trong đó khoảng 3.000 sông dài trên 10 km và 115 sông dài trên 100 km. Tính chất của các sông, như là mật độ của mạng lưới sông, lưu lượng dòng chảy, tổng lượng nước, sự thay đổi theo mùa và theo năm phụ thuộc vào khí hậu, địa hình, nền địa chất, thảm thực vật, sự phát triển của khu vực và những yếu tố khác.
Hầu hết các sông tại Ukraina đổ nước vào biển Đen và biển Azov và rộng hơn là thuộc lưu vực Địa Trung Hải. Các sông này hầu hết chảy theo hướng nam, ngoại trừ các phụ lưu của Pripyat tại Volhynia và các phụ lưu của sông Dniester tại dãy núi Karpat. Một vài sông tại Tây Ukraina chảy về phía tây bắc qua Ba Lan đến biển Baltic, thuộc lưu vực  Tây Bug. Các sông nổi bật nhất tại Ukraina là Dnepr, Dniester, Nam Buh và Siversky Donets. Sông dài nhất Ukraina là Dnepr, phụ lưu dài nhất của Dnepr là Desna. Sông Danube đổ ra biển Đen tại Ukraina và Romania.
Lãnh thổ Ukraina có thể được chia thành chín vùng thủy văn dựa theo các lưu vực sông, gồm lưu vực của Wisla (Tây Bug và San), Danube, Dniester, Nam Bug, Dnepr, Don (Donets), các sông ven bờ biển Đen, các sông ven bờ biển Azov, và các sông tại bán đảo Krym. Lưu vực rộng nhất là Dnepr, được phân thành lưu vực Prypiat, Desna, Dnepr Trung, Dnepr Hạ.

## Danh sách
Dữ liệu trong bảng được trình bày trên cơ sở các ấn phẩm "Danh mục các sông của Ukraina" (lưu vực Dniester, Salhyr) và "Tài nguyên nước mặt của Liên Xô" (các lưu vực khác), trừ khi có nguồn khác được chỉ định.
Mã màu
Mã màu trong ô đầu tiên cho biết thuộc về lưu vực:
| Biển Đen Sông thuộc lưu vực Danube Sông thuộc lưu vực Dnepr Sông thuộc lưu vực Dnister Sông thuộc lưu vực Nam Bug Sông thuộc lưu vực Bắc Biển Đen | Biển Azov Sông thuộc lưu vực Don Sông thuộc lưu vực Mius Sông thuộc lưu vực Salhyr Sông thuộc lưu vực biển Azov khác Biển Baltic Sông thuộc lưu vực Vistula |

|      | Tên              | Tên (Chữ Kirin)   | Cửa sông               | Chiều dài, km | Chiều dài, km | Diện tích lưu vực, km² | Ghi chú |
| Tổng | Tên              | Tên (Chữ Kirin)   | Cửa sông               | Tại Ukraina   |               | Diện tích lưu vực, km² | Ghi chú |
| ---- | ---------------- | ----------------- | ---------------------- | ------------- | ------------- | ---------------------- | --- |
|      | Dnepr (Dnipro)   | Дніпро            | Biển Đen               | 2201          | 1121          | 504.000                | Diện tích lưu vực bên trong Ukraina — 286.000 km². Trước khi xây dựng các hồ chứa, tổng chiều dài của sông là 2285 km. Theo ДВК chiều dài bên trong Ukraina là — 1155 km, diện tích lưu vực — 504.300 km². |
|      | Dniester         | Дністер           | Biển Đen               | 1362          | 925           | 72.100                 | Theo ДВК chiều dài bên trong Ukraina là — 961 km. |
|      | Nam Bug          | Південний Буг     | Biển Đen               | 806           | 806           | 63.700                 | Theo ДВК chiều dài là — 849 km. |
|      | Siversky Donets  | Сіверський Донець | Don                    | 1053          | 700           | 98.900                 | Theo ДВК chiều dài bên trong Ukraina là — 631 km. |
|      | Horyn            | Горинь            | Pripyat                | 659           | 577           | 27.700                 | Theo ДВК chiều dài bên trong Ukraina là — 638 km, diện tích lưu vực — 27.650 km². |
|      | Desna            | Десна             | Dnepr                  | 1130          | 575           | 88.900                 | Theo ДВК chiều dài bên trong Ukraina là — 594 km. |
|      | Inhulets         | Інгулець          | Dnepr                  | 549           | 549           | 13.700                 | Theo ДВК chiều dài bên trong Ukraina là — 558 km, diện tích lưu vực — 14.460 km². |
|      | Psel             | Псел/Псьол        | Dnepr                  | 717           | 520           | 22.800                 | Theo ДВК chiều dài bên trong Ukraina là — 566 km. |
|      | Sluch            | Случ              | Horyn                  | 451           | 451           | 13.800                 | Theo ДВК chiều dài là — 480 km, diện tích lưu vực — 13.900 km². |
|      | Styr             | Стир              | Pripyat                | 494           | 424           | 12.900                 | Theo ДВК chiều dài bên trong Ukraina là — 464 km, diện tích lưu vực — 13.130 km². |
|      | Tây Bug          | Західний Буг      | Narew                  | 772           | 394           | 73.470                 | Diện tích lưu vực bên trong Ukraina — 10.100 km². Theo các dữ liệu khác thì chiều dài bên trong Ukraina là — 401 km.                                                                                       |
|      | Teteriv          | Тетерів           | Dnepr                  | 365           | 365           | 15.100                 | Theo các số liệu khác, chiều dài của sông là 385 km, diện tích lưu vực là 15300 km². |
|      | Sula             | Сула              | Dnepr                  | 363           | 363           | 19.600                 | Chiều dài bên trong tỉnh Sumy — 152 km, trong tỉnh Poltava — 213 km. |
|      | Inhul            | Інгул             | Nam Bug                | 354           | 354           | 9.890                  | |
|      | Vorskla          | Ворскла           | Dnepr                  | 464           | 348           | 14.700                 | Chiều dài trong tỉnh Sumy là — 122 km, trong tỉnh Poltava — 226 km. |
|      | Ros              | Рось              | Dnepr                  | 346           | 346           | 12.600                 | |
|      | Oril             | Оріль             | Dnepr                  | 346           | 346           | 9.800                  | |
|      | Uday             | Удай              | Sula                   | 327           | 327           | 7.030                  | |
|      | Vovcha           | Вовча             | Samara                 | 323           | 323           | 13.300                 | |
|      | Samara           | Самара            | Dnepr                  | 320           | 320           | 22.600                 | |
|      | Khorol           | Хорол             | Psel                   | 308           | 308           | 3.870                  | |
|      | Prut             | Прут              | Danube                 | 967           | 286           | 27.540                 | Theo các dữ liệu khác, tổng chiều dài của sông là — 910 km, bên trong Ukraina là — 229 km. |
|      | Pripyat          | Прип'ять          | Dnepr                  | 775           | 261           | 114.300                | Diện tích lưu vực bên trong Ukraina — 76.600 km². Theo các dữ liệu khác, tổng chiều dài của sông là — 748 km hoặc 761 km                                                                                   |
|      | Uzh              | Уж                | Pripyat                | 256           | 256           | 8.080                  | |
|      | Zbruch           | Збруч             | Dniester               | 244           | 244           | 3.395                  | |
|      | Seret            | Серет             | Dniester               | 242           | 242           | 3.900                  | |
|      | Salhir           | Салгир            | Biển Azov (phá Syvash) | 232           | 232           | 4.010                  | |
|      | Stryi            | Стрий             | Dnister                | 230           | 230           | 3.055                  | |
|      | Seym             | Сейм              | Desna                  | 784           | 223           | 27.500                 | Chiều dài trong tỉnh Sumy là — 167 km, trong tỉnh Chernihiv là — 56 km. Theo các dữ liệu khác thì sông có tổng chiều dài — 748 km.                                                                         |
|      | Aidar            | Айдар             | Siverskyi Donets       | 264           | 213           | 7.420                  | |
|      | Kalmius          | Кальміус          | Biển Azov              | 209           | 209           | 5.070                  | |
|      | Tisza            | Тиса              | Danube                 | 966           | 201           | 153.000                | Diện tích lưu vực bên trong Ukraina — 11.300 km². |
|      | Vysun            | Висунь            | Inhulets               | 201           | 201           | 2.670                  | |
|      | Oster            | Остер             | Desna                  | 199           | 199           | 2.950                  | |
|      | Luhan            | Лугань            | Siverskyi Donets       | 198           | 198           | 3.740                  | |
|      | Molochna         | Молочна           | Biển Azov              | 197           | 197           | 3.450                  | Chảy vào cửa sông Molochnyi thuộc biển Azov |
|      | Snov             | Снов              | Desna                  | 253           | 190           | 8.700                  | |
|      | Stokhid          | Стохід            | Pripyat                | 188           | 188           | 3.150                  | |
|      | Turiya           | Турія             | Pripyat                | 184           | 184           | 2.800                  | |
|      | Oskil            | Оскiл             | Siverskyi Donets       | 472           | 178           | 14.800                 | |
|      | Danube           | Дунай             | Biển Đen               | 2850          | 175           | 817.000                | Chảy dọc biên giới với Romania. |
|      | Ubort            | Уборть            | Pripyat                | 292           | 170,6         | 5.820                  | |
|      | Krynka           | Кринка            | Mius                   | 180           | 170           | 2.630                  | |
|      | Smotrych         | Смотрич           | Dniester               | 169           | 169           | 1.800                  | |
|      | Hirskyi Tikych   | Гірський Тікич    | Hnylyi Tikych          | 167           | 167           | 3.510                  | |
|      | Velyka Vys       | Велика Вись       | Syniukha               | 166           | 166           | 2.860                  | |
|      | Irpin            | Ірпінь            | Dnepr                  | 162           | 162           | 3.340                  | |
|      | Murafa           | Мурафа            | Dniester               | 162           | 162           | 2.440                  | |
|      | Tiasmyn          | Тясмин            | Dnepr                  | 161           | 161           | 4.540                  | |
|      | Bazavluk         | Базавлук          | Dnepr                  | 157           | 157           | 4.200                  | |
|      | Hnylyi Tikych    | Гнилий Тікич      | Syniukha               | 157           | 157           | 3.150                  | |
|      | Ikva             | Іква              | Styr                   | 156           | 156           | 2.250                  | |
|      | Chychyklia       | Чичиклія          | Nam Bug                | 156           | 156           | 2.120                  | |
|      | Tylihul          | Тилігул           | Cửa sông Tylihul       | 154           | 154           | 3.300                  | Theo các dữ liệu khác, tổng chiều dài của sông là — 162 km. |
|      | Derkul           | Деркул            | Siverskyi Donets       | 163           | 153           | 5.180                  | |
|      | Velykyi Kuialnyk | Великий Куяльник  | Cửa sông Kuialnyk      | 150           | 150           | 1.860                  | Theo các dữ liệu khác, tổng chiều dài của sông là — 180 km. |
|      | Kodyma           | Кодима            | Nam Bug                | 149           | 149           | 2.470                  | |
|      | Mokri Yaly       | Мокрі Яли         | Vovcha                 | 147           | 147           | 2.660                  | |
|      | Strypa           | Стрипа            | Dniester               | 147           | 147           | 1.610                  | |
|      | Kinska           | Кінська           | Dnepr                  | 146           | 146           | 2.580                  | Còn gọi là — Konka (Конка) |
|      | Saksahan         | Саксагань         | Inhulets               | 146           | 146           | 2.020                  | |
|      | Zdvyzh           | Здвиж             | Teteriv                | 145           | 145           | 1.720                  | |
|      | Latorica         | Латориця          | Bodrog                 | 191           | 144           | 7.860                  | Diện tích lưu vực bên trong Ukraina — 2900 km² |
|      | Supii            | Супій             | Dnepr                  | 144           | 144           | 2.160                  | |
|      | Mokra Sura       | Мокра Сура        | Dnepr                  | 138           | 138           | 2.830                  | |
|      | Uda              | Уда               | Siverskyi Donets       | 164           | 136           | 3.894                  | Còn gọi là — Udy (Уди) |
|      | Irsha            | Ірша              | Teteriv                | 136           | 136           | 3.070                  | |
|      | Chornyi Tashlyk  | Чорний Ташлик     | Syniukha               | 135           | 135           | 2.390                  | |
|      | Kazennyi Torets  | Казенний Торець   | Siverskyi Donets       | 134           | 134           | 5.410                  | |
|      | Krasna           | Красна            | Siverskyi Donets       | 131           | 131           | 2.710                  | |
|      | Berda            | Берда             | Biển Azov              | 130           | 130           | 1.720                  | |
|      | Haychur          | Гайчул            | Vovcha                 | 130           | 130           | 2.140                  | |
|      | Zolota Lypa      | Золота Липа       | Dniester               | 126           | 126           | 1.310                  | У верхній течії — Західна Золота Липа (42 km) |
|      | Kleven           | Клевень           | Seym                   | 133           | 124           | 2.660                  | |
|      | Lomnytsia        | Ломниця           | Dniester               | 122           | 122           | 1.430                  | Còn gọi kà — Limnytsia (Лімниця) |
|      | Ushytsia         | Ушиця             | Dnister                | 122           | 122           | 1.400                  | |
|      | Kuchurhan        | Кучурган          | Turunchuk              | 123           | 119           | 2.420                  | |
|      | Malyi Kuialnik   | Малий Куяльник    | Cửa sông Khadzhibey    | 118           | 118           | 1.860                  | Theo các dữ liệu khác, tổng chiều dài của sông là — 89 km. |
|      | Orzhytsia        | Оржиця            | Sula                   | 117           | 117           | 2.120                  | |
|      | Merla            | Мерла             | Vorskla                | 116           | 116           | 2.030                  | |
|      | Rostavytsia      | Роставиця         | Ros                    | 116           | 116           | 1.460                  | |
|      | Kilchen          | Кільчень          | Samara                 | 116           | 116           | 966                    | |
|      | Sob              | Соб               | Nam Bug                | 115           | 115           | 2.840                  | |
|      | Mertvovod        | Мертвовод         | Nam Bug                | 114           | 114           | 1.820                  | |
|      | Khomora          | Хомора            | Sluch                  | 114           | 114           | 1.460                  | |
|      | Trubizh          | Трубіж            | Dnepr                  | 113           | 113           | 4.700                  | |
|      | Bereka           | Берека            | Siverskyi Donets       | 113           | 113           | 2.680                  | |
|      | Verkhnya Tersa   | Верхня Терса      | Vovcha                 | 113           | 113           | 1.680                  | |
|      | Lva              | Льва              | Stsviha                | 172           | 111           | 2.700                  | Tên tại hạ lưu (trên lãnh thổ Belarus) — Mostva (Моства) |
|      | Syniukha         | Синюха            | Nam Bug                | 111           | 111           | 16.700                 | Hình thành do hợp nhất Velyka Vys và Hnylyi Tikych |
|      | Sarata           | Сарата            | đầm phá Sasyk          | 120           | 110           | 1.250                  | |
|      | Zherev           | Жерев             | Uzh                    | 108           | 108           | 1.470                  | Theo các dữ liệu khác, tổng chiều dài của sông là — 96 km hoặc 105 km. |
|      | Orchyk           | Орчик             | Oril                   | 108           | 108           | 1.460                  | |
|      | Uzh              | Уж                | Laborec                | 128           | 107           | 2.750                  | Diện tích lưu vực bên trong Ukraina — 2010 km². Nó được hình thành do sự hợp nhất của Ugu (trái) và Ugu (phải). Tổng chiều dài theo Ugu (trái) là — 153 km.                                                |
|      | Svicha           | Свіча             | Dnister                | 107           | 107           | 1.493                  | |
|      | Biyk-Karasu      | Біюк-Карасу       | Salhyr                 | 106           | 106           | 1.160                  | Tên khác là — Velyka Karasivka (Велика Карасівка) |
|      | Borzhava         | Боржава           | Tisza                  | 106           | 106           | 1.360                  | |
|      | Zhvanchyk        | Жванчик           | Dniester               | 106           | 106           | 769                    | |
|      | Ubid             | Убідь             | Desna                  | 106           | 106           | 1.310                  | |
|      | Chatyrlyk        | Чатирлик          | Biển Đen               | 106           | 106           | 2250                   | |
|      | Velyka Kamianka  | Велика Кам'янка   | Siverskyi Donets       | 118           | 105           | 1.810                  | |
|      | Huiva            | Гуйва             | Teteriv                | 105           | 105           | 1.525                  | Theo các dữ liệu khác, tổng chiều dài của sông là — 97 km. |
|      | Kamyanka         | Кам'янка          | Ros                    | 105           | 105           | 750                    | |
|      | Byk              | Бик               | Samara                 | 104           | 104           | 1.430                  | |
|      | Yatran           | Ятрань            | Nam Bug                | 104           | 104           | 2.170                  | |
|      | Piv              | Рів               | Nam Bug                | 104           | 104           | 1.160                  | |
|      | Hnylyi Yelanets  | Гнилий Єланець    | Nam Bug                | 103           | 103           | 1.240                  | |
|      | Berestova        | Берестова         | Oril                   | 102           | 102           | 1.810                  | |
|      | Kolomak          | Коломак           | Vorskla                | 102           | 102           | 1.650                  | |
|      | Hromokliya       | Громоклія         | Inhul                  | 102           | 102           | 1.610                  | |
|      | Cogâlnic         | Когильник         | Đầm phá Sasyk          | 221           | 101,6         | 3.910                  | |
|      | Siret            | Серет             | Danube                 | 513           | 100           | 47.600                 | Diện tích lưu vực bên trong Ukraina — 1510 km². Theo các dữ liệu khác, tổng chiều dài của sông là — 521 km.                                                                                                |
|      | Obytichna        | Обитічна          | Biển Azov              | 100           | 100           | 1.430                  | |
|      | Olshanka         | Ольшанка          | Dnepr                  | 100           | 100           | 1.260                  | Tên khác — Vilshana (Вільшана), Vilshanka (Вільшанка) |
|      | Romen            | Ромен             | Sula                   | 100           | 100           | 1.660                  | |

## Hình ảnh

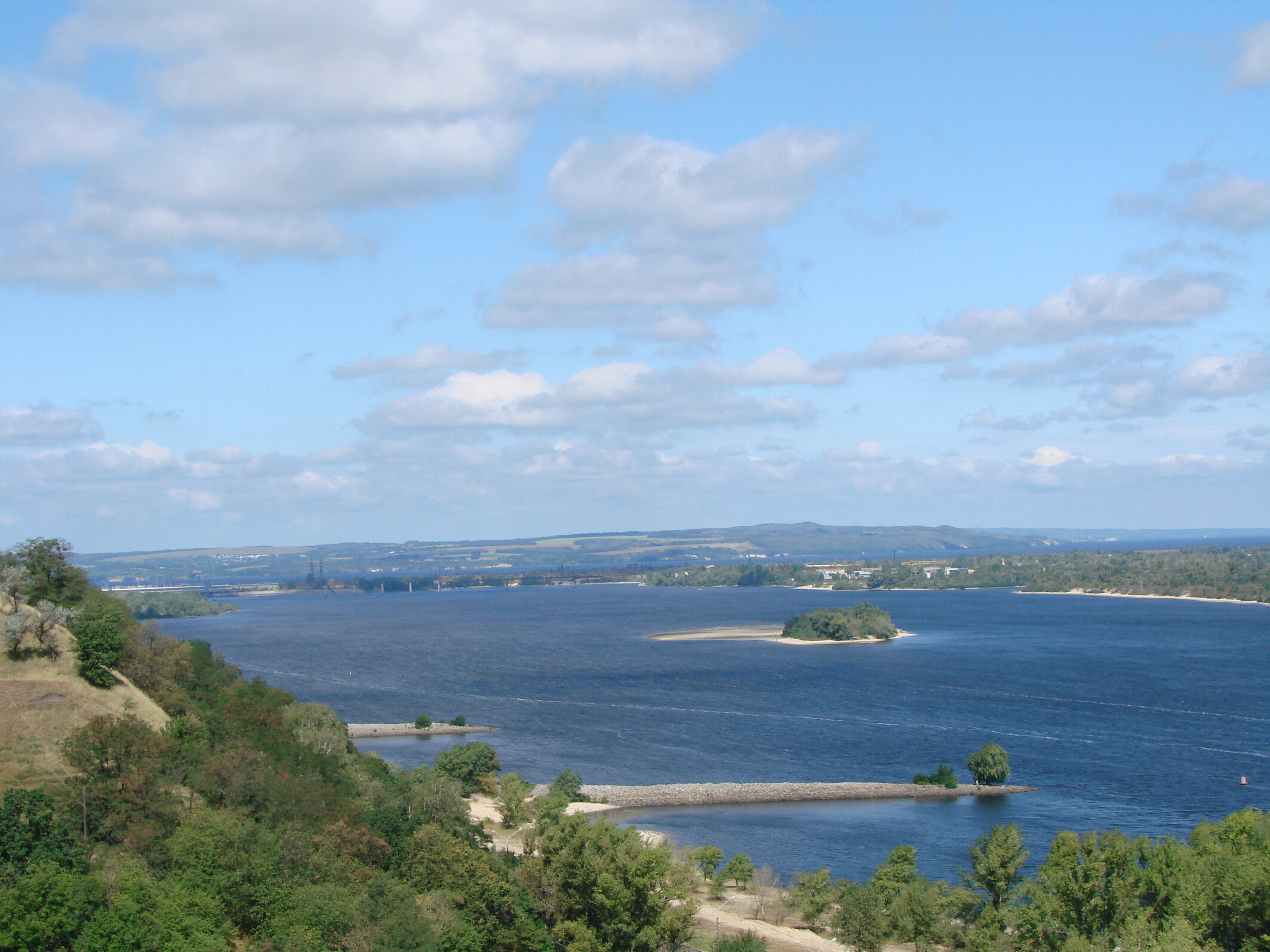
Sông Dnepr tại Kaniv
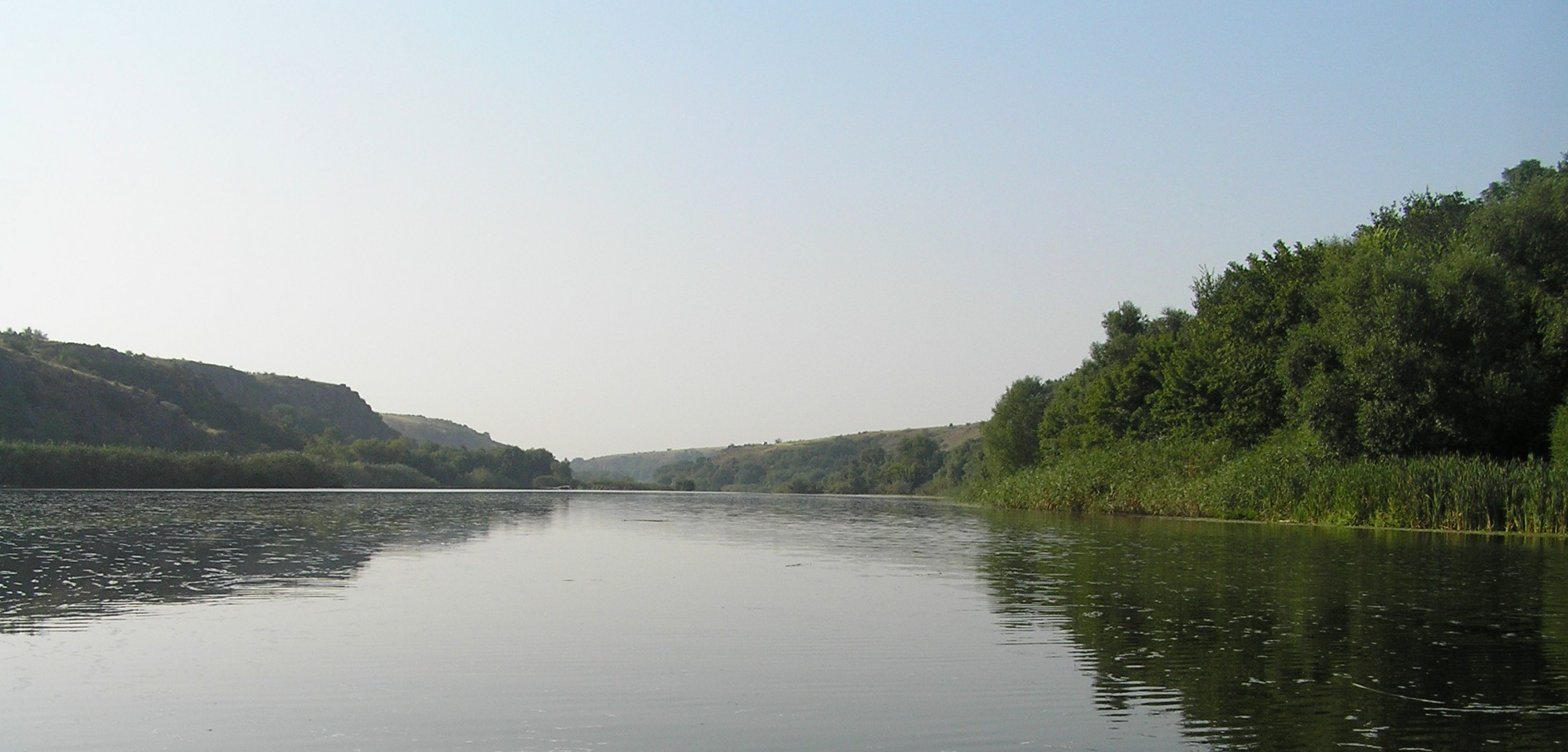
Sông Nam Bug tại Mykolaiv
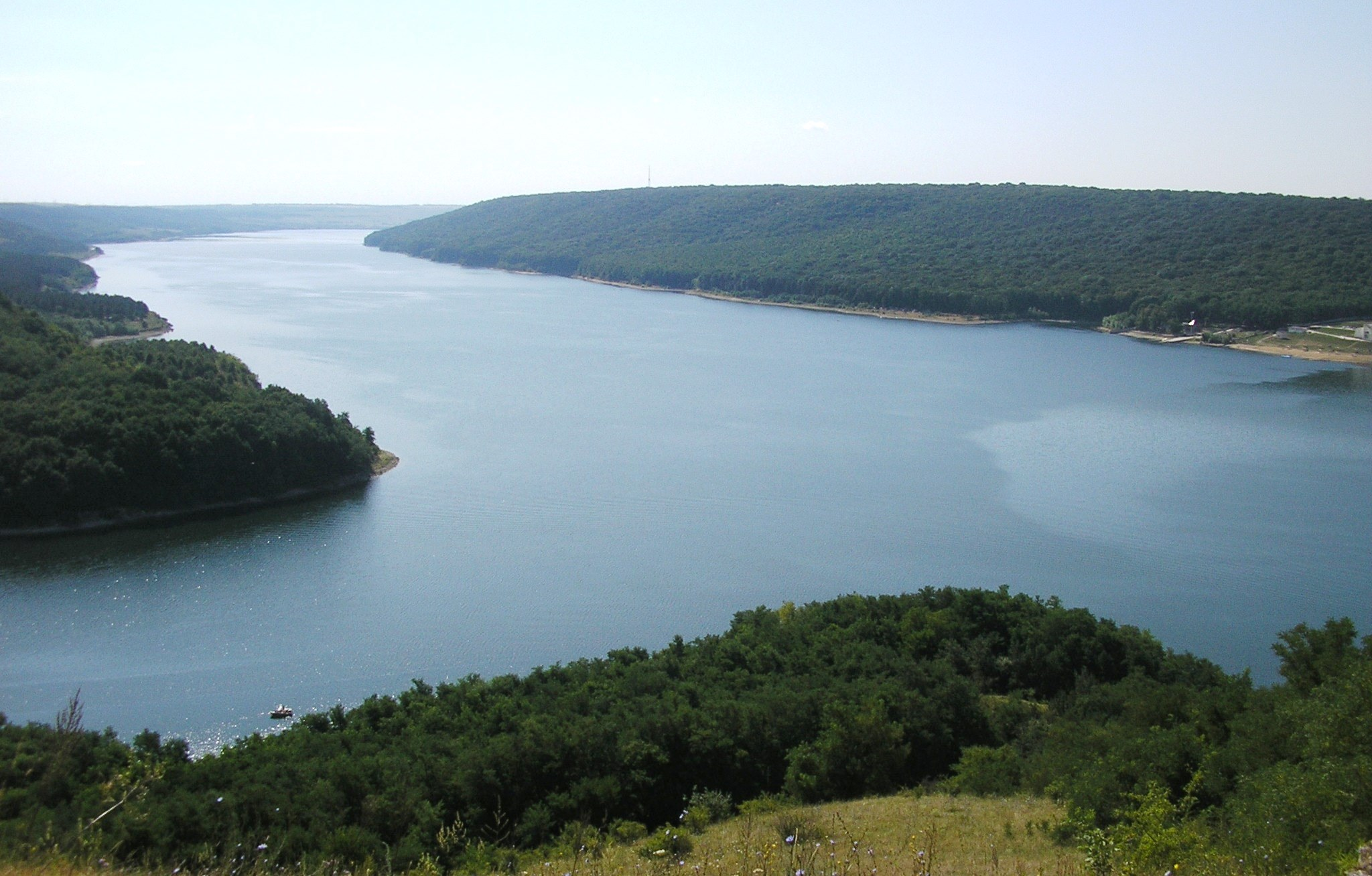
Hồ chứa nước Dniester trên sông Dniester
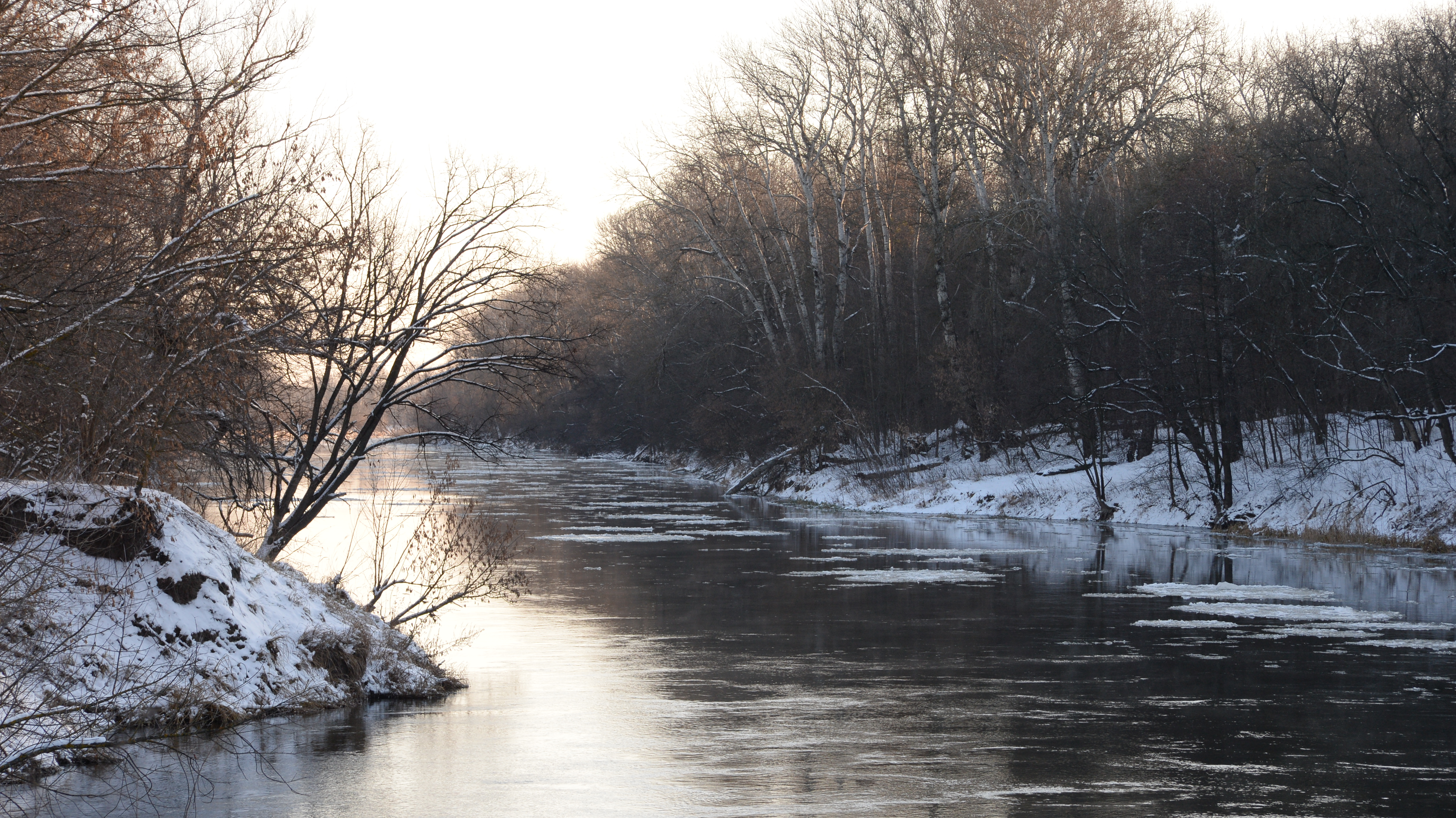
Siverskyi Donets gần Yaremivka
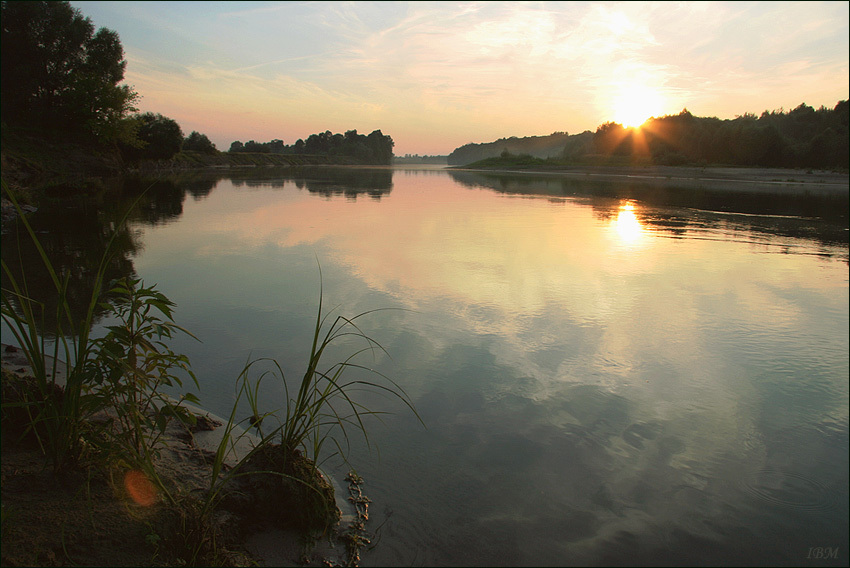
Sông Desna
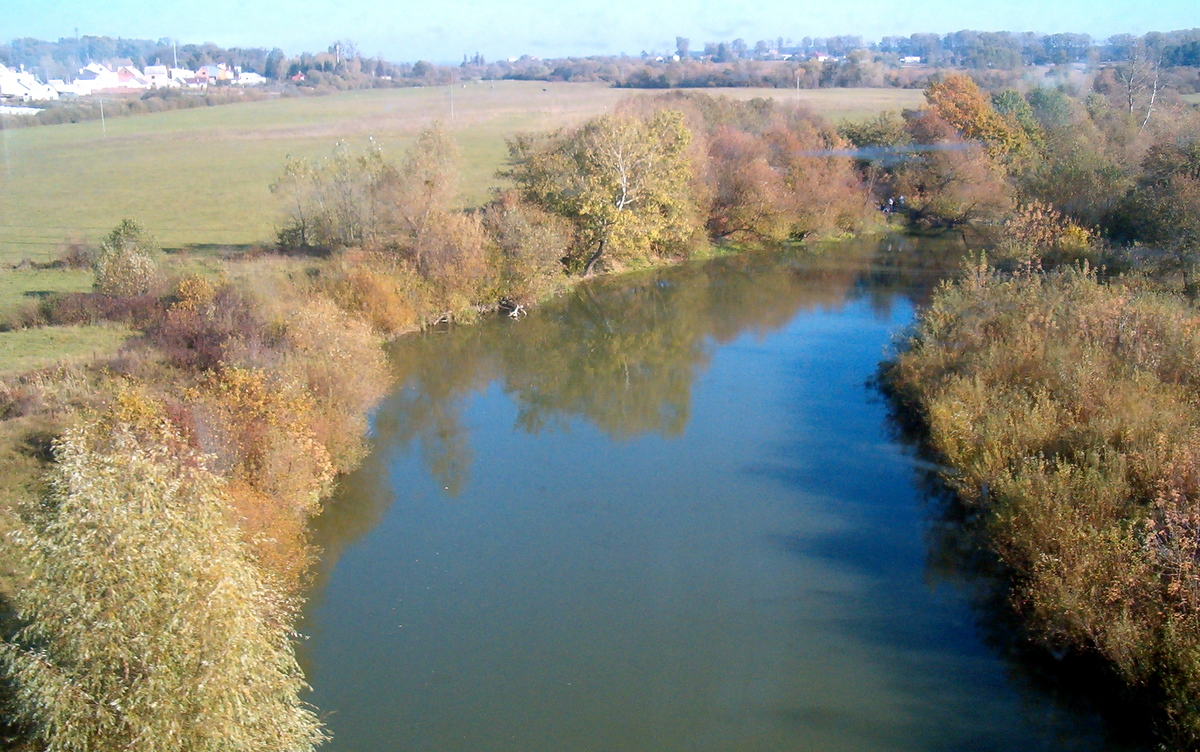
Sông Horyn gần Oleksandria
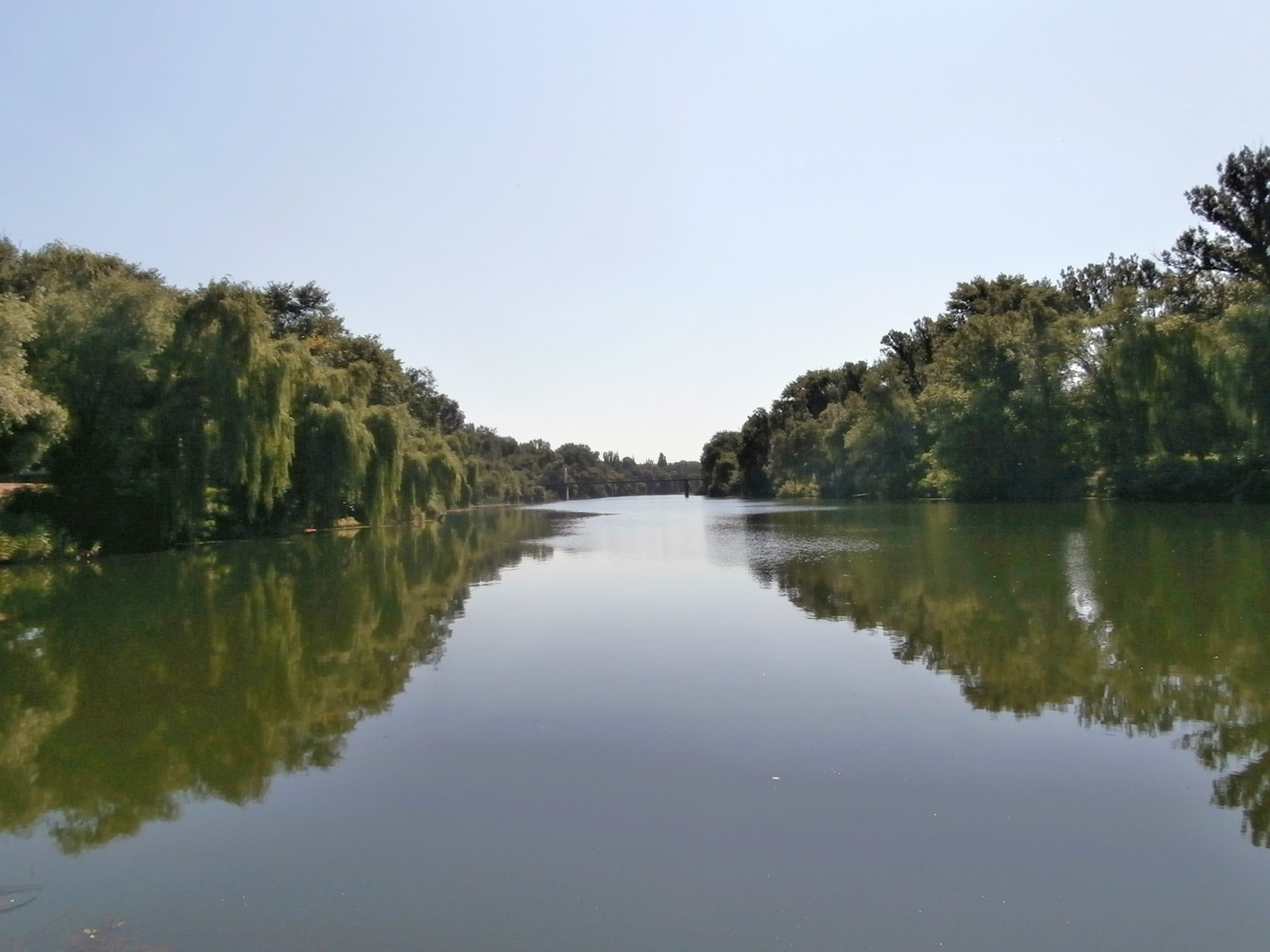
Sông Inhulets ở Kryvyi Rih
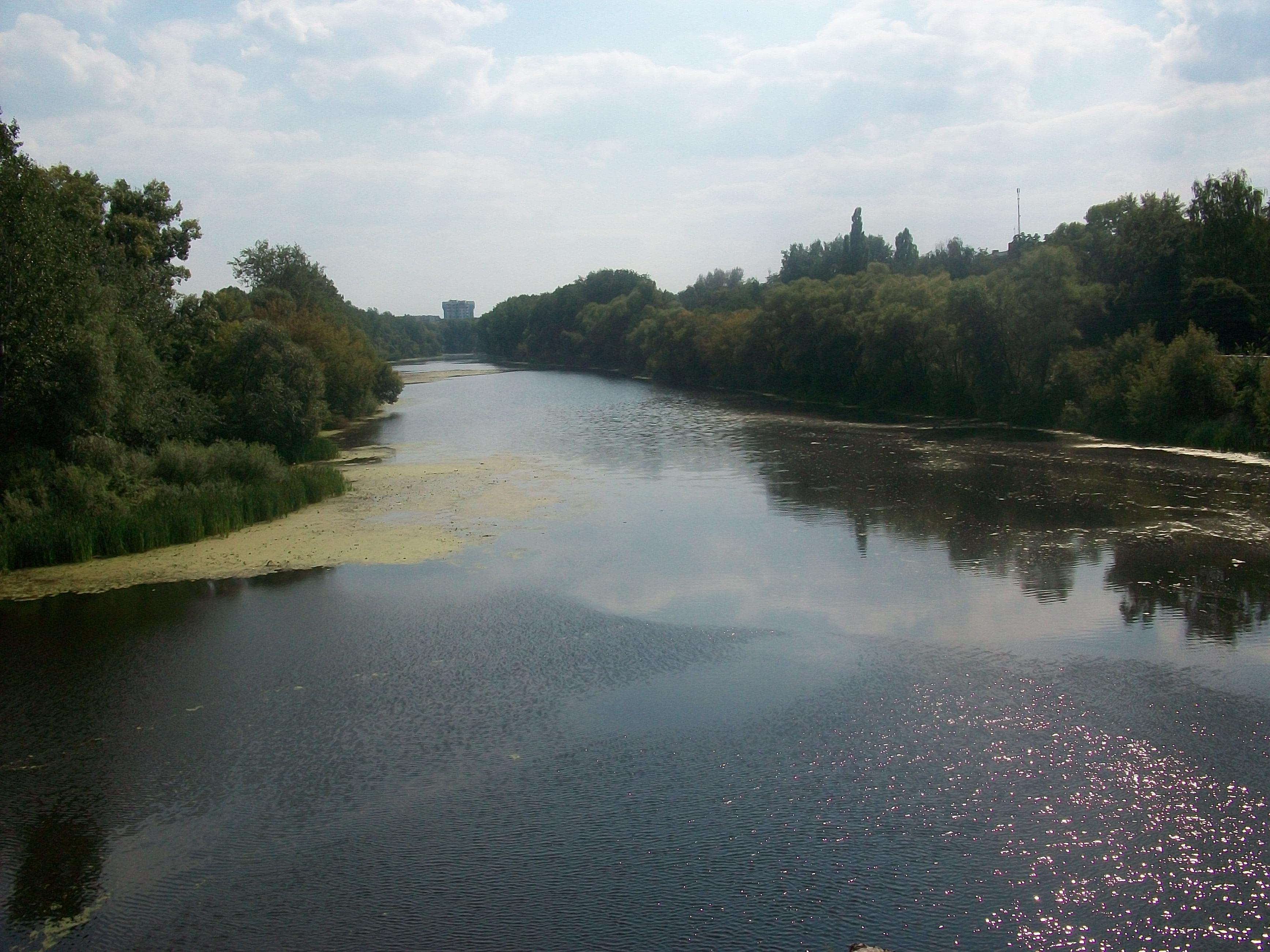
Sông Psel tại Sumy
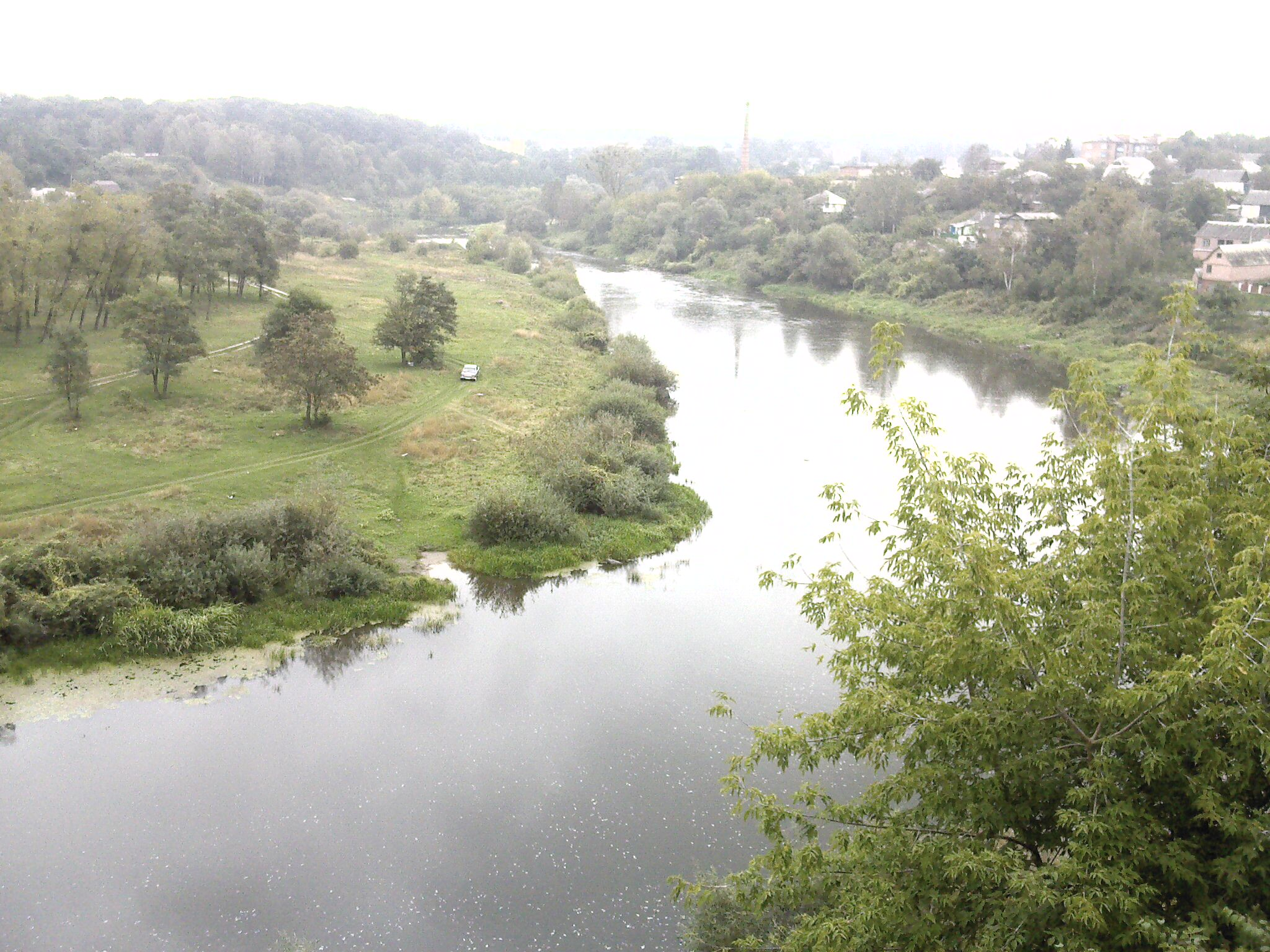
Sông Sluch tại Novohrad-Volynskyi
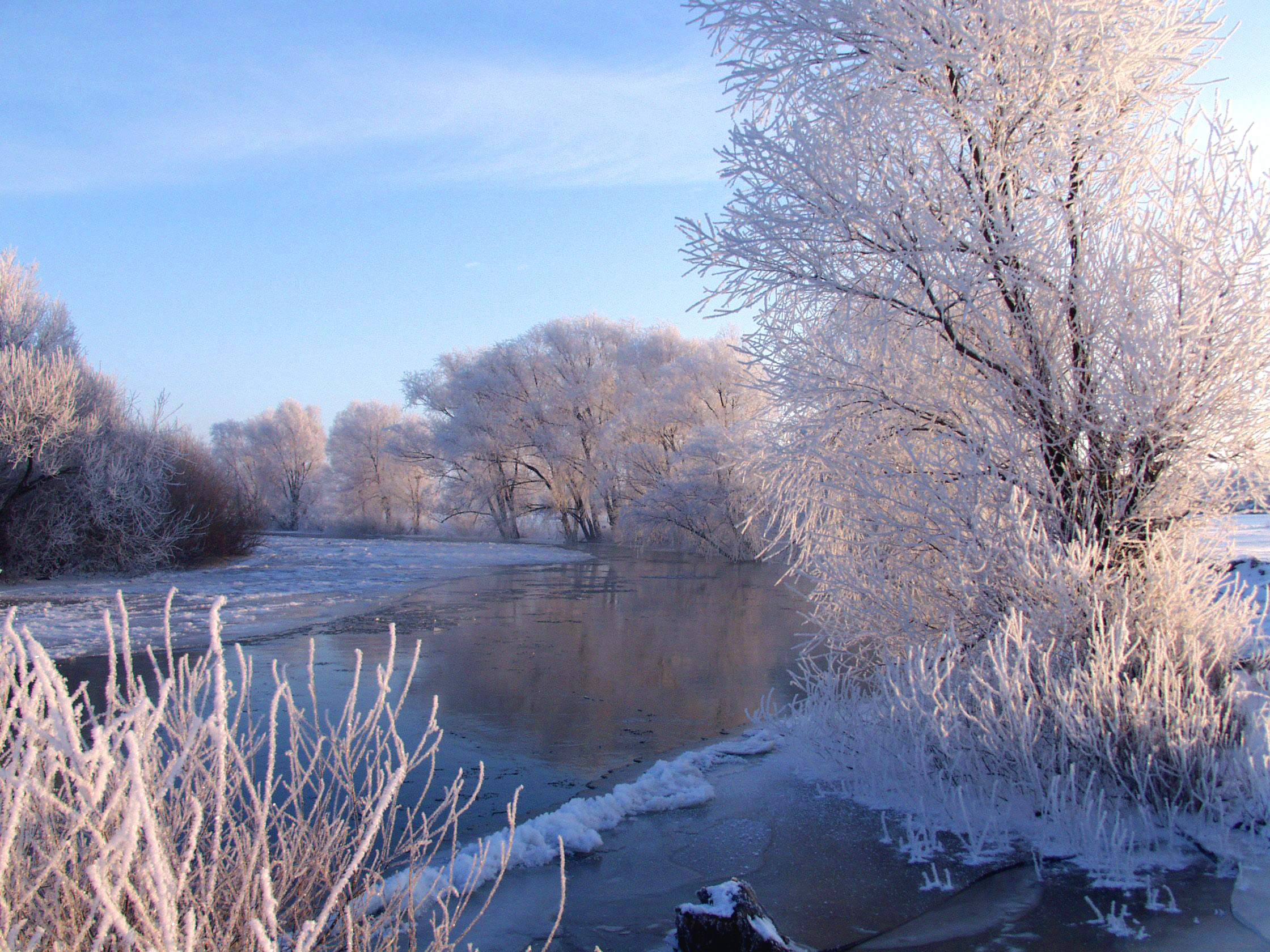
Sông Styr tại Kuznetsovsk vào mùa đông
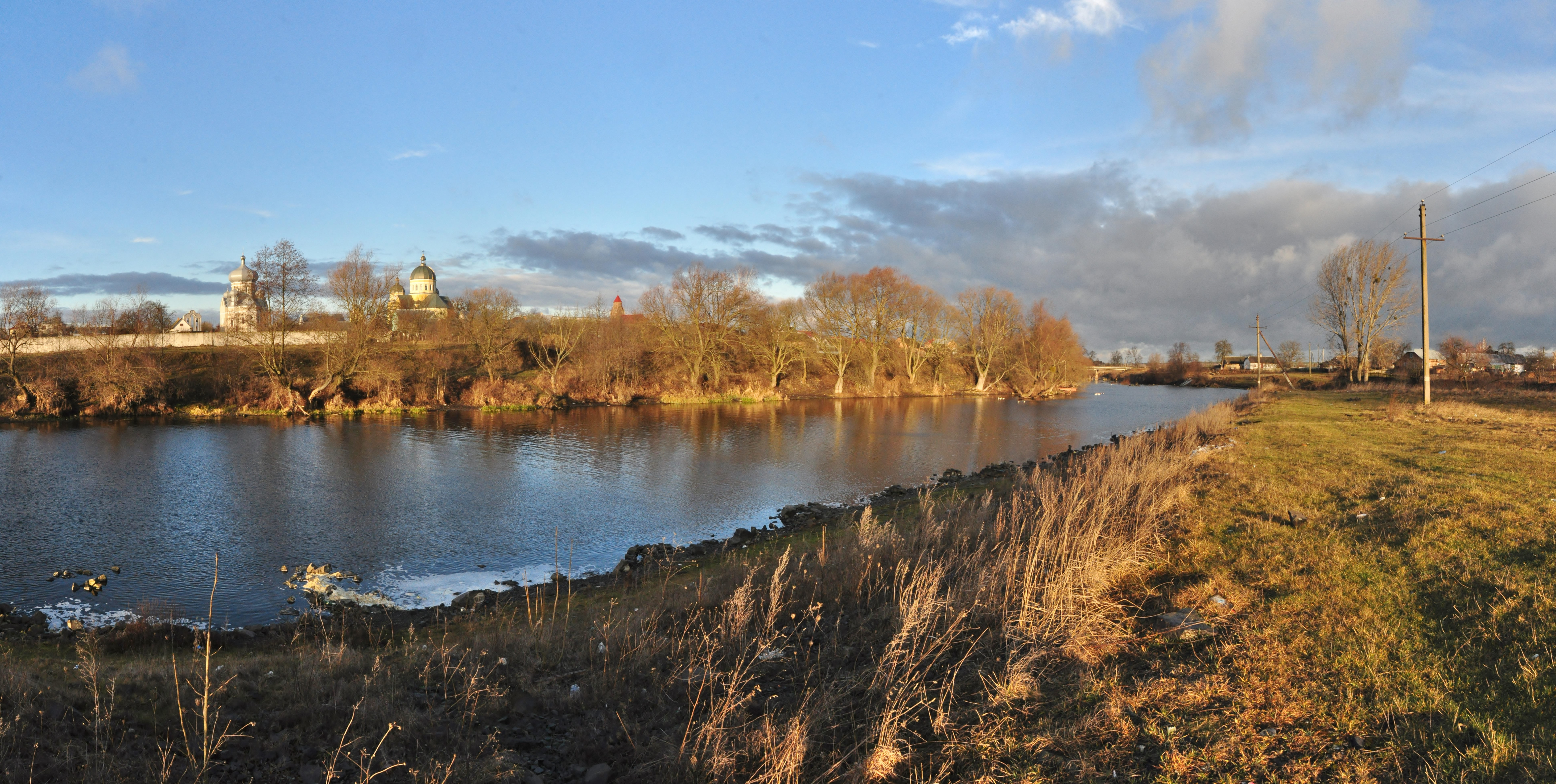
Sông Tây Bug tại Stary Dobrotvor
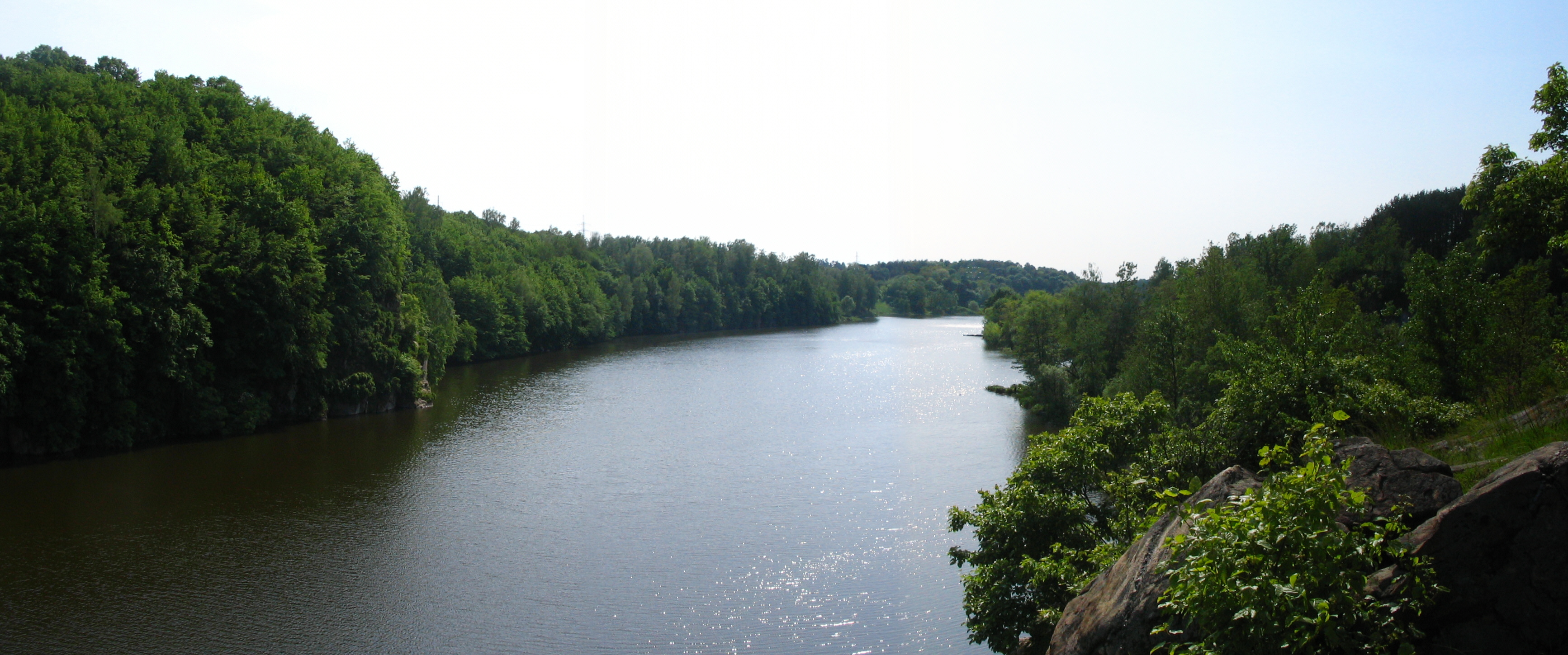
Sông Teteriv gần Zhytomyr